# Alfa Romeo 4C
El Alfa Romeo 4C és un automòbil esportiu de menudes dimensions creat per l'empresa italiana Alfa Romeo per rivalitzar amb models similars com el Lotus Evora o el Porsche Cayman.
Durant la presentació del prototip en 2011, aquest va ser una de les estrelles del Saló de l'Automòbil de Ginebra. Serà l'automòbil con el que Alfa Romeo tornarà al mercat nord-americà després de la presa de control en 2009 de Chrysler Group LLC per part de Fiat S.p.A.. S'espera que el model derivat per a la seua producció es comence a comercialitzar en 2012 amb un preu aproximat de 45.000 €. En el moment de la seua presentació les previsions eren oferir una sèrie inicial de 1.500 unitats i una versió roadster. Aquestes previsions es van veure modificades en 2012 a l'anunciar-se que la data de comercialització inicial seria 2013 i la producció anual de tan sols 3.500 unitats anuals mundials.